# Athanasianska trosbekännelsen

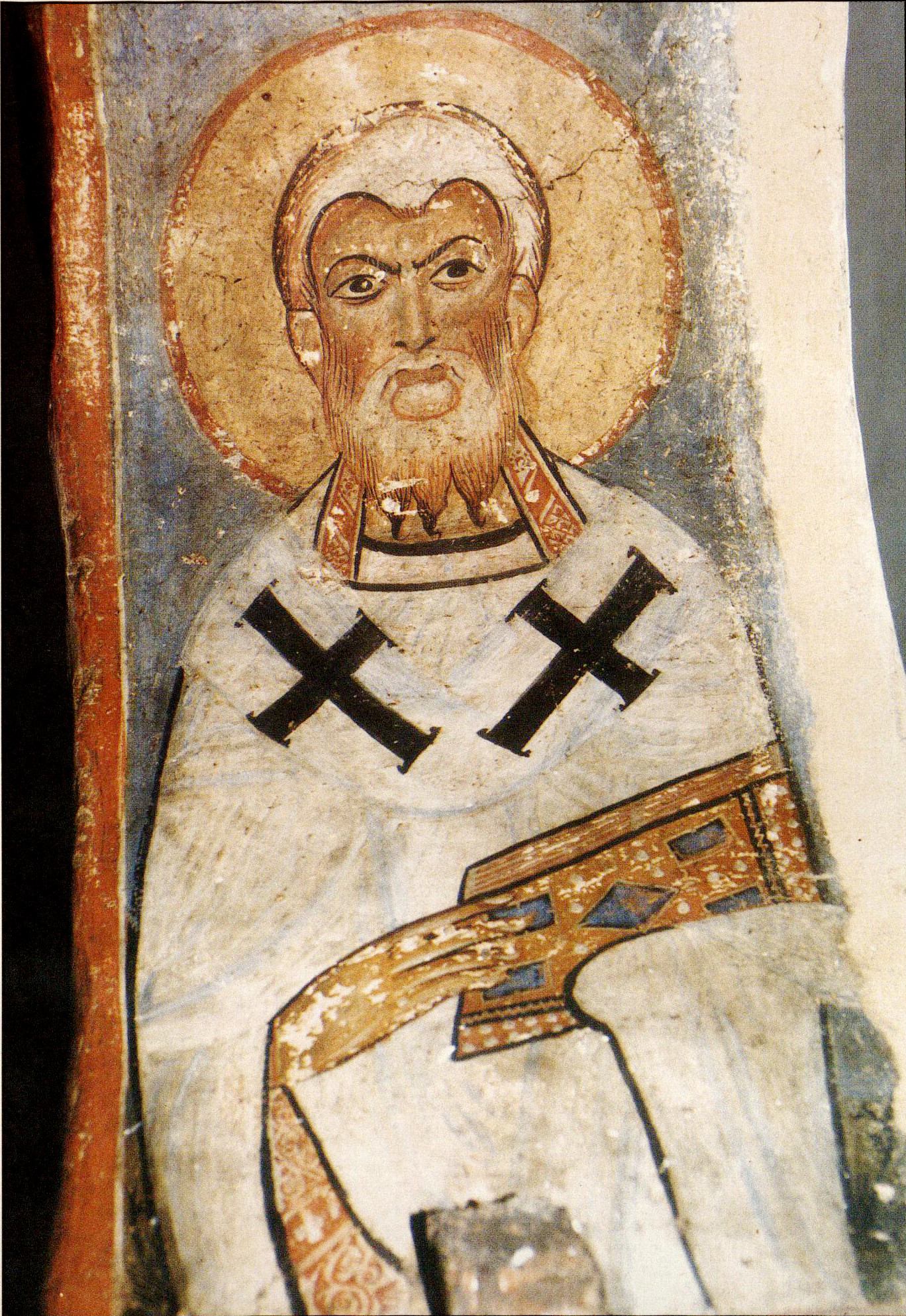
Ikonen är från bysantinska kyrkan i Santorini, och föreställer kyrkofadern Athanasius. Denne har gett namn åt trosbekännelsen, men är sannolikt inte dess upphovsman.

Den athanasianska trosbekännelsen är en av de tre fornkristna ekumeniska trosbekännelserna.
Trosbekännelsens ursprung är okänt. Det är dock klart att kyrkofadern Athanasius (död 373) inte har med denna trosbekännelse att göra, utan att det är en gallisk bekännelse från 500-talet. Här återges trosbekännelsen i svensk översättning från "Svenska kyrkans bekännelseskrifter", 1957. Den ingår i romersk-katolska, lutherska och anglikanska läroframställningar, men brukas inte av reformerta kyrkor. Den grekisk-ortodoxa och andra ortodoxa kyrkor låter den ofta vara tryckt i sina gudstjänstböcker (utan filioque), men den används inte i det bysantinska gudstjänstlivet.
Den romersk-katolska kyrkan använde den länge vid firandet av Prim på söndagar, men primen avskaffades vid de liturgiska reformerna 1970. Anglikanska kyrkor använder den i ottesången vid högtidliga tillfällen, men antalet årliga tillfällen varierar mellan olika medlemskyrkor i den anglikanska kyrkogemenskapen. I lutherska kyrkor används den vanligen inte liturgiskt, utan endast som en lärosammanfattning.
Denna trosbekännelse har udden riktad mot arianismen. Den innehåller preciseringar av treenighetsläran och inkarnationen.
- Var och en, som vill bliva salig, måste först av allt hava den katolska* kristna tron. Men den, som icke bevarar den oförändrad och oförfalskad, går med säkerhet evigt förlorad.
- Men detta är den katolska* kristna tron: att vi dyrka en enda Gud i tre personer och tre personer i en enda gudom, i det att vi varken sammanblanda personerna eller söndra det gudomliga väsendet.
- En är nämligen Faderns person, en annan Sonens och åter en annan den Helige Andes. Men Faderns och Sonens och den Helige Andes gudom är en enda, lika i ära och lika i evigt majestät.
- Sådan Fadern är, sådan är Sonen och sådan även den Helige Ande. Oskapad är Fadern, oskapad Sonen och oskapad den Helige Ande. Omätlig är Fadern, omätlig Sonen och omätlig den Helige Ande.
- Evig är Fadern, evig Sonen och evig den Helige Ande, och likväl icke tre eviga, utan en enda evig, såsom icke heller tre oskapade eller tre omätliga, utan en enda oskapad och en enda omätlig.
- Sammalunda är Fadern allsmäktig, Sonen allsmäktig och den Helige Ande allsmäktig, och likväl icke tre allsmäktiga, utan en enda allsmäktig.
- Så är Fadern Gud, Sonen Gud och den Helige Ande Gud, och likväl icke tre Gudar, utan en enda Gud. Så är Fadern Herre, Sonen Herre och den Helige Ande Herre, och likväl icke tre Herrar, utan en enda Herre.
- Ty såsom vi av den kristna sanningen nödgas att bekänna varje person för sig både såsom Gud och Herre, så förhindras vi av den katolska* kristna tron att nämna tre Gudar eller Herrar.
- Fadern är av ingen gjord eller skapad eller född. Sonen är av Fadern allena - icke gjord eller skapad - utan född. Den Helige Ande är av Fadern och Sonen (filioque) - icke gjord eller skapad eller född - utan utgående.
- Därför är det en enda Fader, icke tre Fäder, en enda Son, icke tre söner och en enda Helig Ande, icke tre Heliga Andar. Och bland dessa tre personer är ingen den förste eller den siste, ingen den störste eller den minste, utan alla tre personerna äro sinsemellan lika eviga och lika stora, så att i allt, såsom ovan sagts, de tre personerna böra dyrkas i en gudom och den enda gudomen i de tre personerna.
- Den, som vill bliva salig, han skall tänka så om de tre personerna i gudomen.
- Men det är för den eviga saligheten nödvändigt att även fast tro, att vår Herre Jesus Kristus har blivit kött.
- Så är det en rätt tro att vi tro och bekänna, att vår Herre Jesus Kristus, Guds Son, är i lika mån Gud och människa. Gud är han såsom född av Faderns väsen före all tid, och människa är han såsom född av moderns väsen i tiden.
- Helt och fullt Gud och helt och fullt människa med förnuftig själ och mänsklig kropp. Jämlik Fadern efter den gudomliga naturen, ringare än Fadern efter den mänskliga naturen. Och ehuru han är Gud och människa, är han likväl icke två, utan en enda Kristus.
- Men en enda är han, icke så att den gudomliga naturen förvandlats till mänsklig, utan så att den mänskliga naturen antagits av Gud.
- En enda är han, icke så att naturerna sammanblandats, utan så att personen bildar enheten.
- Ty liksom den förnuftiga själen och kroppen bilda en enda människa, så utgöra Gud och människa en enda Kristus, vilken har lidit för vår frälsnings skull, nedstigit till dödsriket, uppstått från de döda, uppstigit till himlarna, sitter på Faderns högra sida och skall därifrån igenkomma till att döma levande och döda.
- Vid hans tillkommelse hava alla människor att uppstå med sina kroppar, och de skola avlägga räkenskap för sina gärningar: Och de som gjort gott skola ingå i det eviga livet och de som gjort ont i den eviga elden.
- Detta är den katolska* kristna tron; den som icke troget och fast tror den, kan icke bliva salig.

(*) Protestanter använder här ordet "allmänneliga" vilket är den svenska betydelsen av det ursprungligen grekiska ordet katolik men utan det senares koppling till Romersk-katolska kyrkan.